# Cochranella
Cochranella – rodzaj płazów bezogonowych z podrodziny Centroleninae w rodzinie szklenicowatych (Centrolenidae).

## Zasięg występowania
Rodzaj obejmuje gatunki występujące od Hondurasu do amazońskich i andyjskich lasów mglistych w Kolumbii, Ekwadorze, Peru i Boliwii; także w stanie Amapá w północnej Brazylii.

## Systematyka

### Etymologia
Cochranella: Doris Mable Cochran (1898–1968), amerykańska herpetolożka; łac. przyrostek zdrabniający -ella.

### Podział systematyczny
Do rodzaju należą następujące gatunki:
- Cochranella erminea Torres-Gastello, Suárez-Segovia & Cisneros-Heredia, 2007
- Cochranella euknemos (Savage & Starrett, 1967)
- Cochranella granulosa (Taylor, 1949)
- Cochranella guayasamini Twomey, Delia & Castroviejo-Fisher, 2014
- Cochranella litoralis (Ruiz-Carranza & Lynch, 1996)
- Cochranella mache Guayasamin & Bonaccorso, 2004
- Cochranella nola Harvey, 1996
- Cochranella resplendens (Lynch & Duellman, 1973)